# Béhémoth - Le Dragon noir
Pour les articles homonymes, voir Behemoth (homonymie).
Pour plus de détails, voir Fiche technique et Distribution.
Béhémoth - Le Dragon noir (悲兮魔兽, Bei xi mo shou) est un documentaire franco-chinois réalisé par Zhao Liang, sorti en 2015.

## Synopsis
En Mongolie-Intérieure, Zhao Liang filme le ballet mécanique des mines et montre les hommes qui y travaillent et leurs problèmes de santé.

## Fiche technique
- Titre : Béhémoth - Le Dragon noir
- Titre original : 悲兮魔兽 (Bei xi mo shou)
- Réalisation : Zhao Liang
- Scénario : Sylvie Blum, Cui Weiping, Ding Chinnie et Zhao Liang
- Photographie : Zhao Liang
- Montage : Fabrice Rouaud
- Production : Sylvie Blum
- Pays :  Chine et  France
- Genre : documentaire
- Durée : 95 minutes
- Dates de sortie : 
  -  Italie : 11 septembre 2015 (Mostra de Venise)

## Production
Le tournage s'est étalé sur deux ans.

## Distinctions
Le film est présenté en compétition officielle lors de la Mostra de Venise 2015.